# Ivan Šumljak
Ivan Šumljak (ur. 6 sierpnia 1899 w Žalcu, zm. 14 lutego 1984) – słoweński działacz turystyki górskiej, znakarz i twórca Słoweńskiego Szlaku Górskiego.

## Życiorys
W wieku trzech lat został osierocony. Oboje rodziców zmarło na gruźlicę. Z zawodu byli nauczycielami. Po ich śmierci opiekę nad nim objęli dziadkowie.
Zdecydował się na zawód nauczyciela. W Mariborze w latach 1913–1914 uczęszczał do oddziału wyrównawczego szkoły średniej, potem zaś do 1918 roku na mariborskie kolegium nauczycielskie, które ukończył z wyróżnieniem. W 1919 nauczał w Šoštanju, potem w kolegium i w chłopięcej szkole publicznej nr 3 w Mariborze. W 1921 z wyróżnieniem zdał egzamin zawodowy z języków słoweńskiego i niemieckiego. Następnie był nauczycielem w szkole średniej w Mariborze. Zaznajomił się też z językiem angielskim i w 1937 roku na The City of London College zdał egzamin z tego języka. Został sekretarzem angielskiego klubu.
W trakcie II wojny światowej został pojmany przez gestapo i uwięziony, a następnie wygnany do Serbii. Wraz z żoną trafił do Jagodiny. Jesienią 1941 znalazł pracę w banackim Kovinie. W 1944 przeprowadził się do Međimurja, gdzie żona znalazła schronienie u rodziców. W wyzwolonej Murskiej Soborcie czasowo pracował w gazecie, a w 1945 wrócił do Mariboru, gdzie został pierwszym dyrektorem kolegium nauczycielskiego. Był nauczycielem w gimnazjum, potem zaś w średniej szkole ekonomicznej aż do emerytury w 1960 roku.
Później jeszcze grzecznościowo uczył angielskiego w wyższej szkole technicznej. W ostatnich latach intensywnie zajmował się językiem francuskim.
Był twórcą, współredaktorem i stałym współpracownikiem pisma Planine ob meji („Góry na granicy”). Oprócz innych artykułów napisał przy czterdziestoleciu PD (Towarzystwa Górskiego) Maribor dokładną i wyczerpującą kronikę towarzystwa, począwszy od założenia; znalazł wiadomości o wszystkich ważnych wydarzeniach, rozrzucone w różnych źródłach drukowanych, gdyż okupant zniszczył całe archiwum towarzystwa.